# ホルツキルヒェン (ウンターフランケン)
ホルツキルヒェン (ドイツ語: Holzkirchen) はドイツ連邦共和国バイエルン州ウンターフランケン地方のヴュルツブルク郡の町村（以下、本項では便宜上「町」と記述する）であり、ヘルムシュタット行政共同体を構成する自治体の一つである。地元の言い方ではホルツキルヒェン・バイ・ヴュルツブルク (Holzkirchen bei Würzburg) とも言う。

## 地理
ホルツキルヒェンは、ヴュルツブルク地方に位置する。

### 自治体の構成
この町は、公式には2つの地区 (Ort) からなる。
- ホルツキルヒェン
- ヴュステンツェル。

## 歴史

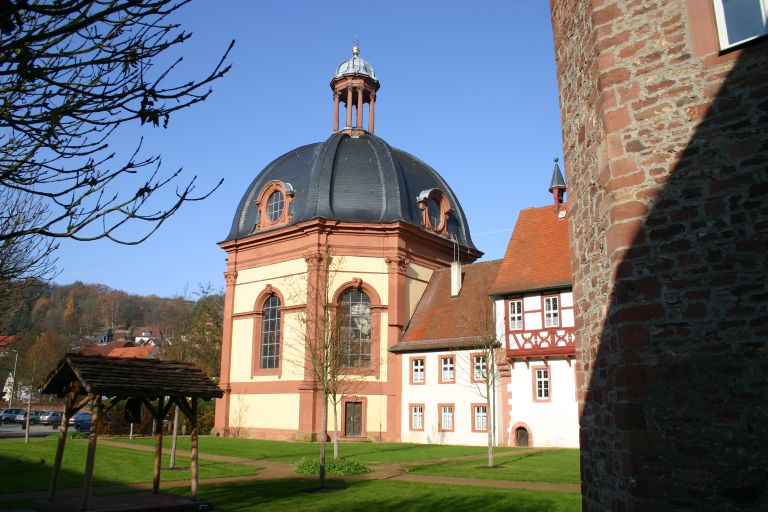
ホルツキルヒェン修道院

775年以前に創設されたホルツキルヒェン修道院とこの村はヴュルツブルク司教領の一部であり、帝国代表者会議主要決議に基づきレーヴェンシュタイン＝ヴェルトハイム伯領となった。しかし伯家は早くも1803年には年金と引き替えにこれをバイエルン大公に売却している。1805年にはヴュルツブルク地方にトスカーナ大公フェルディナンド3世が創設したヴュルツブルク大公国に移された。その後1814年のパリ条約締結によりバイエルン王国領となった。バイエルンの行政改革に伴う1818年の市町村令により、現在の自治体が成立した。

### 人口推移
- 1970年 795人
- 1987年 945人
- 2000年 1,000人
- 2004年 958人

## 引用
1. ↑  https://www.statistikdaten.bayern.de/genesis/online?operation=result&code=12411-003r&leerzeilen=false&language=de Genesis-Online-Datenbank des Bayerischen Landesamtes für Statistik Tabelle 12411-003r Fortschreibung des Bevölkerungsstandes: Gemeinden, Stichtag (Einwohnerzahlen auf Grundlage des Zensus 2011)
2. ↑  Bayerische Landesbibliothek Online